# Acantholimon schemachense
Acantholimon schemachense är en triftväxtart som beskrevs av Gross. Acantholimon schemachense ingår i släktet Acantholimon och familjen triftväxter. Inga underarter finns listade i Catalogue of Life.